# 黄花崗起義

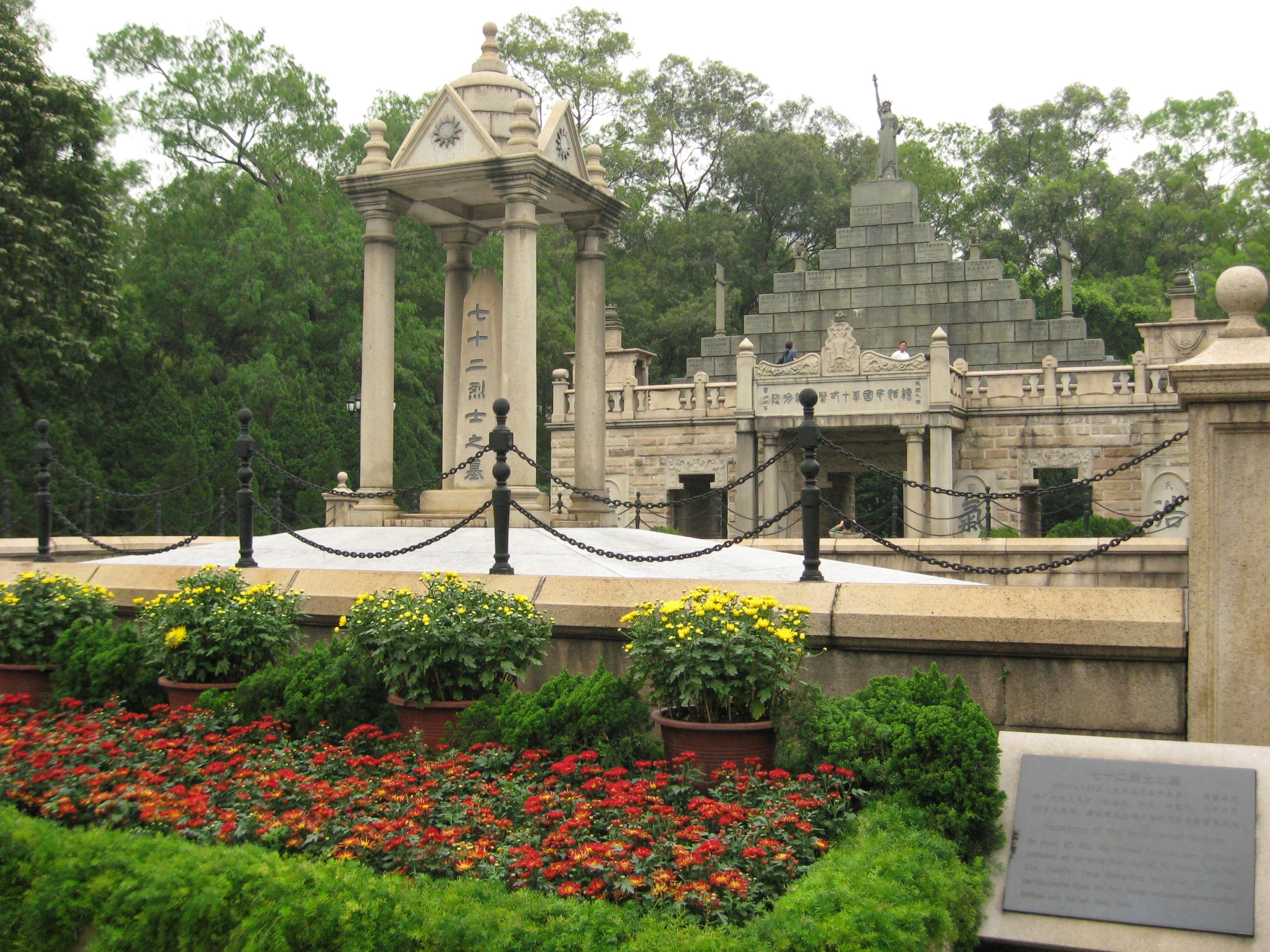
黃花崗七十二烈士墓

黄花崗起義（こうかこうきぎ）は清末に広州で発生した黄興が指導する反清武装蜂起。蜂起した旧暦にちなみ三・二九広州起義とも称される。
中国同盟会成立以降最大の蜂起で、華僑と日本留学生を中核としたものであった。

## 武装蜂起
1910年11月13日、孫文はマレー半島のペナン島にて趙声、黄興、胡漢民、鄧沢如等を召集し中国同盟会の基本方針を決定する会議を行った。同盟会勢力を集結し広州で反清武装決起することを決定した。
1911年1月、黄興、趙声、胡漢民は香港で反乱統括機関である「統籌部」を設立。同時に人員を広州近郊の各地に派遣し各地の勢力と連携し、広州に38の秘密機関を設置。清朝内情を偵察するとともに武器弾薬を確保し武装蜂起の準備を進めた。元来は4月13日に一斉蜂起の計画であったが、同盟会員の温生が8日に単独行動を起こし、広州将軍・孚琦を殺害。また呉鏡が輸送する弾薬が清朝に押収されたことより武装蜂起期日の見直しが迫られた。
1911年4月23日、武装蜂起集団は両広総督署附近の越華街小東営五号に総本部を設置。趙声を総司令官に、黄興を副司令官に任命した。当初、十路から広州を攻めることになっていたが、四路からの攻撃に計画が縮小された。しかし、二路は武器購入の間に城門を閉められるという失策を犯し、四路は計画変更を時期の変更と誤解し、三路の陳炯明は動かず、結局動いたのは一路の黄興のみであった。4月27日（旧暦3月29日）午後5時30分、黄興は800名の決死隊を4方面に分け、両広総督衙門、小北門、巡警教練所及び守南大門への攻撃を開始した。趙声と黄興の2人は自ら先頭に立ち両広総督衙門を突破したものの、両広総督・張鳴岐は既に塀を乗り越え脱出していた。また清軍の抵抗に遭遇し、その後市街戦が展開され優勢な清軍の前に決起軍は敗退、黄興は広州から脱出した。黄興は右手を負傷し、指を2つ失っていたが、河南省の女性革命家・徐宗漢の家にかくまわれ、傷の手当を受けた。

## 事件後
武装蜂起失敗後、同盟会会員の潘達微により蜂起軍側の戦死者72名の遺体を引取り、後に紅花崗（後に黄花崗と改称）に埋葬した。1932年の調査により蜂起軍の戦死者は86名とされたが、潘達微の埋葬時の呼称が定着し、「黄花崗七十二烈士」と称されている。
この黄花崗起義を記念し、中華民国では3月29日を青年節と定めた。